# اردوگاه الامعری
اردوگاه الامعری (عربی: مخيم الأمعري) در سال ۱۹۴۹ تأسیس شد و چادرها برای پناهندگان را از شهرهای اللد و یافا و الرمله تأمین کرد. همچنین اردوگاه توسط کسانی که از روستاهای بیت دجم، دیر طریف، ابو شوش، نانا، سادون گنج و بیت نبالا آمده بودند، راه اندازی گردید. این اردوگاه مانند بقیه اردوگاه‌های کرانه باختری بر روی یک قطعه زمین اجاره شده توسط UNRWA از طرف دولت اردن ساخته شد.

## مسئولیت اردوگاه
آژانس کمک‌رسانی و کار سازمان ملل به پناهندگان فلسطینی (UNRWA) مسئولیت اردوگاه‌ها را در سال ۱۹۵۰ برعهده گرفت و در ساخت واحدهای مسکونی با سقف بتنی اقدام کرد. تا سال ۱۹۵۷، UNRWA همه چادرها را به ساختمانهای بتونی تبدیل کرد خانواده‌هایی که بیش از پنج نفر نبودند، یک اتاق داشتند و خانواده‌های بزرگتر دارای واحد دو خوابه بودند.
پس از خروج ارتش اسرائیل در سال ۱۹۹۵، کمپ تحت کنترل دولت فلسطین قرار گرفت.

## وضعیت اردوگاه
امروز، اردوگاه مساحت ۰٫۹۳ کیلومتر مربع را پوشش می‌دهد و تهویه در اردوگاه بسیار ضعیف است. اردوگاه به‌طور کامل به شبکه آب و برق شهری متصل می‌شود.
نرخ بیکاری در اردوگاه ۲۷ درصد است.
تیم فوتبال اردوگاه در مسابقات قهرمانی فوتبال فلسطینی‌ها را برنده شد و به عنوان نماینده فلسطین در مسابقات منطقه‌ای و بین‌المللی معرفی شد.
آمار بیش از ۱۰٬۵۰۰ پناهنده این اردوگاه ثبت شده‌است.

## توزیع جمعیتی
- دو مدرسه، مدرسه ابتدایی زنان دو شیفت عمل می‌کند
- یک مرکز توزیع مواد غذایی.
- یک مرکز بهداشتی UNRWA
- یک واحد فیزیوتراپی
- یک مرکز توانبخشی اجتماعی
- یک مرکز کودکان
- یک مرکز برنامه زنان
- برنامه‌های موجود در اردوگاه
- آموزش
- امداد و خدمات اجتماعی
- شبکه اجتماعی
- سلامت
- پول برای برنامه کاری
- برنامه غذای اضطراری و کمک نقدی